# Morazán (El Progreso)
Pour les articles homonymes, voir Morazán.
Morazán est une ville du Guatemala dans le département d'El Progreso.

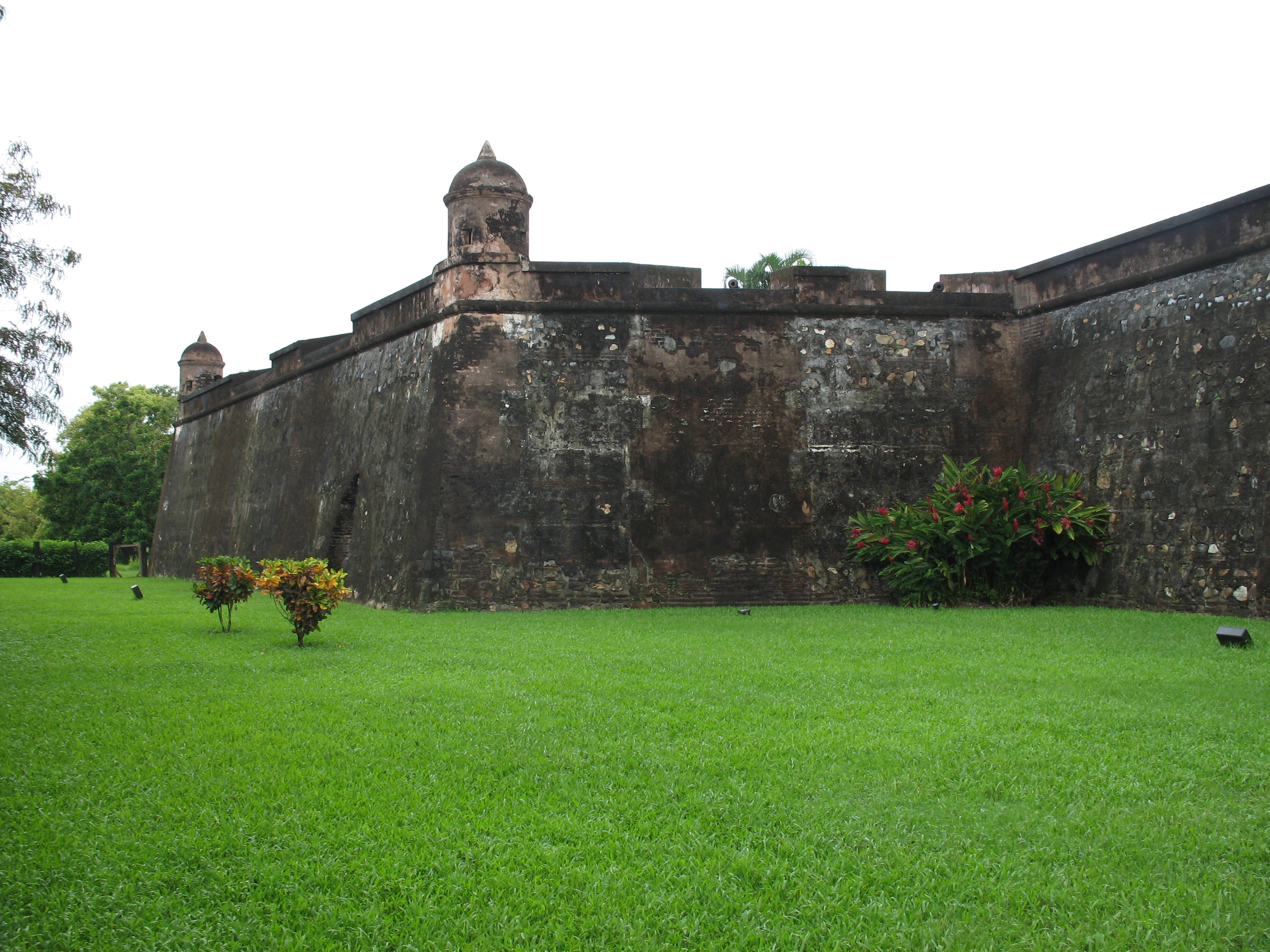
Château de San Fernando de Omoa. Seul port de l'Atlantique pendant la colonie espagnole (1524-1821).